# Schamlugh

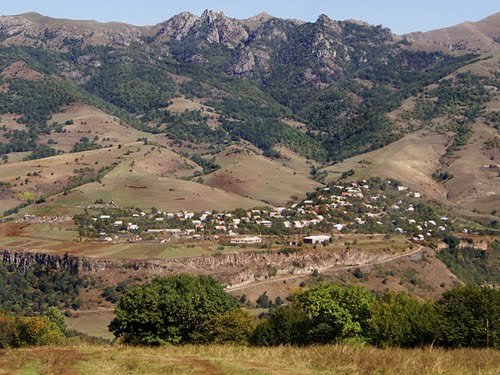
Schamlugh (2006)

Schamlugh (armenisch Շամլուղ) ist ein Dorf der Stadtgemeinde Achtala in der Provinz Lori im Nordosten Armeniens unweit zu Georgien. Der Ort ist eine ehemalige Siedlung städtischen Typs und ist für seinen Kupferabbau bekannt.

## Geschichte
Um 1770, noch in Herrschaftszeiten der persischen Afschariden, siedelten sich für den Kupferabbau griechische Bergarbeiter aus Gümüşhane an dieser Stelle an, woraus in den 1770er Jahren das Dorf Schamlugh hervorging. 1801 wurde die Region vom Russischen Kaiserreich annektiert. Ab 1880 gehörte Schamlugh zum russischen Gouvernement Tiflis. Während des Georgisch-Armenischen Krieges im Dezember 1918 im Zuge der ersten Unabhängigkeit Georgiens und Armeniens war das Gebiet umstritten und wurde zeitweise von Georgien besetzt. Nachdem beide Länder jedoch unter sowjetische Herrschaft gerieten, wurde die Region 1921 der Armenischen SSR zugeteilt. Die Siedlung wurde Teil des neuen Rajon Alawerdi und bekam 1938 den Status Siedlung städtischen Typs. 4500 Personen lebten in der Stadt um 1979, v. a. Griechen, gefolgt von Armeniern und einigen Aseris. Nach dem Zusammenbruch der sowjetischen Planwirtschaft und dem Krieg zwischen den nun unabhängigen Staaten Armenien und Aserbaidschan verließen die meisten Griechen die Stadt und die meisten Aseris flohen nach Aserbaidschan. Die Kupfermine wurde 1989 geschlossen, jedoch 2001 durch eine private Firma wiedereröffnet. Als Teil des unabhängigen Armeniens wurde der Stadtstatus Schamlughs 1995 zunächst bestätigt, jedoch im November 2017 entzogen. Seitdem ist Schamlugh ein Dorf innerhalb der Stadtgemeinde von Achtala.

## Wirtschaft
Etwa ein Zehntel der Bevölkerung Schamlughs arbeitet heute im Kupferabbau. Daneben sind Landwirtschaft und Viehzucht von Bedeutung.